# Бобрик (Киевская область)
Бо́брик (укр. Бобрик) — село, входит в Великодымерскую поселковую общину Броварского района Киевской области Украины.
Население по переписи 2001 года составляло 2016 человек. Занимает площадь 5,28 км².

## Известные люди
В селе похоронен фотожурналист В. А. Репик.

## Местный совет
07431, Киевская обл., Броварский р-н, с. Бобрик, ул. Шевченко, 4.